# Heterocyphon australis
Heterocyphon australis là một loài bọ cánh cứng trong họ Scirtidae. Loài này được Erichson miêu tả khoa học năm 1842.